# François Cosserat
François Cosserat   (Douai, 26 d'octubre de 1852 - 15è districte de París, 22 de març de 1914) va ser un matemàtic i enginyer francès que, juntament amb el seu germà Eugène, va desenvolupar teories sobre els cossos deformables.

## Vida i Obra
François Cosserat era el fill més grans dels tres que va tenir François-Constant Cosserat, un industrial tèxtil d'Amiens. Tots tres fills van fer estudis superiors en alguna de les grandes écoles de París. François va estudiar a l'École Polytechnique entre el 1870 i el 1872, i després a l'École Nationale des Ponts et Chaussées fins al 1875. François Cosserat va seguir una carrera típica d'enginyer civil, treballant pels ferrocarrils francesos, construint i dissenyant ponts, túnels i demés. El 1895 va arribar a enginyer en cap. A més de la seva carrera d'enginyer, va treballar amb el seu germà petit, Eugène que era professor de la universitat de Tolosa, en l'estudi de la mecànica i de l'elasticitat, publicant articles i llibres sobre aquests temes.
El 1913 va ser elegit president de la Société mathématique de France.
La seva obra més important és el llibre, conjunt amb el seu germà, Théorie des corps déformables (Teoria dels cossos deformables) (1909) en el que presenta els fonaments de la mecànica del continu generalitzat. Els seus resultats poden ser particularment útils en models de deformacions elàstiques no lineals i no homogènies i de deformacions inelàstiques. Altres obres remarcables que van publicar conjuntament els dos germans van ser: Théorie de l'élasticité (1896), Note sur la cinématique d'un milieu continu (1897), Note sur la dynamique du point et du corps invariable (1906) i Note sur la théorie de l'action euclidienne (1909).